# 잭 데라로차
재커라이어스 마누엘 "잭" 데라로차 (Zacharias Manuel "Zack" de la Rocha)는 미국의 음악가, 랩퍼이자 사회운동가다.
1991년부터 레이지 어게인스트 더 머신의 보컬이자 작사가로 활동했으며, 2000년 밴드를 탈퇴한 후, 솔로로 활동했다. 2007년 레이지 어게인스트 더 머신 재결성에 참여했고, 2008년에는 존 시어도어와 함께 One Day as a Lion이라는 랩 록 밴드를 결성했다.